# Max Mara

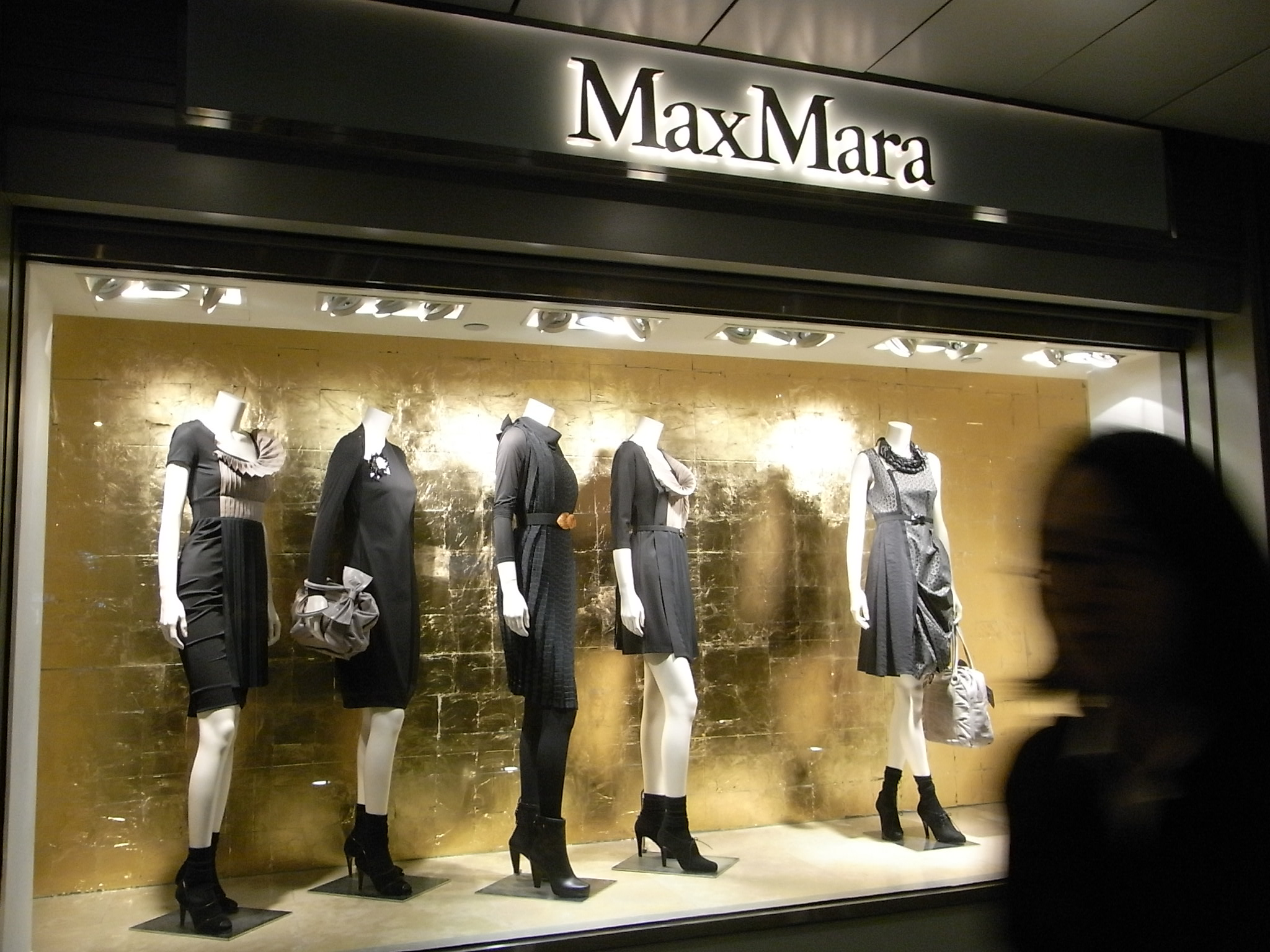
Loja da Max Mara em Hong Kong.

Max Mara é uma empresa de moda italiana. Comercializa roupas prontas para o mercado. Foi estabelecida em 1951 em Reggio Emilia por Achille Maramotti (7 de janeiro de 1927 - 12 de janeiro de 2005). Em março de 2008, a empresa tinha 2.254 lojas em 90 países. Patrocina o Prêmio Max Mara de Arte para Mulheres.

## História
Achille Maramotti começou a desenhar roupas de alta costura em 1947, e estabeleceu oficialmente a Casa de Max Mara em 1951. "Mara" veio de seu sobrenome, enquanto "Max" se referia ao conde Max, um personagem local que raramente era sóbrio mas sempre estiloso. Maramotti foi um dos primeiros a ver que o futuro da moda estava na produção em massa de roupas de grife. Ele também queria enfatizar a marca de Max Mara antes dos nomes de designers individuais, apesar de ter empregado futuros grandes nomes como Karl Lagerfeld, Jean-Charles de Castelbajac, Dolce & Gabbana e Narciso Rodriguez. A empresa permanece nas mãos da família e eles mantêm sigilo sobre as atividades da empresa.